# كرة السلة للصم

كرة السلة للصم- هي لعبة كرة السلة التي يلعبها الأشخاص الذين يعانون الصم. ويتم استخدام لغة الإشارة للتواصل أثناء صافرة الحكم والتواصل بين اللاعبين.

## الجمعيات الوطنية
يتم تنظيم لعبة كرة السلة التي يلعبها الصم بالتعاون مع مجموعة من الجمعيات الوطنية والدولية بما في ذلك كرة السلة للصم في أستراليا،  وكرة السلة للصم في المملكة المتحدة  وكرة السلة للصم في الولايات المتحدة الأمريكية.

## اللاعبون
لقد اكتسبت كرة السلة للصم شهرة كبيرة، وذلك بسبب رياضي مثل لانس أولريد الذي لعب كرة السلة مع فريق كليفلاند كافالييرز الذي يتبع لرابطة الوطنية لكرة السلة (NBA). أولريد يعاني من صعوبة السمع، حيث يعاني من فقدان السمع بنسبة 75-80% عند ارتداء سماعة الأذن. وفي وقت لاحق، واصل لعب كرة السلة بشكل احترافي في دوريات كرة السلة الأوروبية.
وهناك لاعب كرة سلة أصم آخر بارز، وهو لاعب كرة السلة المحترف السلوفيني ميها زوبان، الذي ولد بإعاقة مماثلة لإعاقة اللاعب أولريد، ومع ذلك يلعب كمهاجم قوي على أعلى مستوى احترافي في أوروبا.

## روابط خارجية
- الاتحاد الدولي لكرة السلة للصم (الموقع الرسمي) Deaf International Basketball Federation (DIBF Official site)
- كرة السلة للصم في أستراليا نسخة محفوظة 2021-03-06 على موقع واي باك مشين. Deaf Basketball Australia نسخة محفوظة 2021-03-06 على موقع واي باك مشين.
- كرة السلة للصم في المملكة المتحدة Deaf Basketball UK
- اتحاد كرة السلة للصم في الولايات المتحدة الأمريكية (USADB) United States of America Deaf Basketball (USADB)